# Theroscopus ochrogaster
Theroscopus ochrogaster är en stekelart som först beskrevs av Thomson 1888.  Theroscopus ochrogaster ingår i släktet Theroscopus och familjen brokparasitsteklar. Arten är reproducerande i Sverige. Inga underarter finns listade i Catalogue of Life.